# Liste der Monuments historiques in Breurey-lès-Faverney
Die Liste der Monuments historiques in Breurey-lès-Faverney führt die Monuments historiques in der französischen Gemeinde Breurey-lès-Faverney auf.

## Liste der Objekte
| Bezeichnung                                                                               | Beschreibung | Standort                        | Kennzeichnung | Schutzstatus | Datum | Bild |
| ----------------------------------------------------------------------------------------- | --- | ------------------------------- | ------------- | ------------ | ----- | ---- |
| Gemälde Die heiligen Simon Stock und Theresa empfangen das Skapulier von der Gottesmutter | Ölfarbe auf Leinwand, Anfang des 19. Jahrhunderts | in der Kirche St-Laurent (Lage) | PM70002324    | Inscrit      | 1980  |      |
| Kelch und Patene                                                                          | Silber, vergoldet, Ende des 18. Jahrhunderts | in der Kirche St-Laurent (Lage) | PM70000172    | Classé       | 1970  |      |
| Hauptaltar                                                                                | Altartisch, Tabernakel, Retabel, Wandvertäfelung, vier Gemälde, Altarkreuz und sechs Altarleuchter; Holz, farbig gefasst und vergoldet, Ölfarbe auf Leinwand, 18. Jahrhundert | in der Kirche St-Laurent (Lage) | PM70000173    | Classé       | 1974  |      |
| Orgel                                                                                     | Haupteintrag für PM70000174 | in der Kirche St-Laurent (Lage) | PM70003792    | Classé       | 1981  |      |
| Instrumentalteil der Orgel                                                                | 1868 von Charles Didier gebaut | in der Kirche St-Laurent (Lage) | PM70000174    | Classé       | 1981  |      |